# HD69638
HD69638 — хімічно пекулярна зоря спектрального класу
A0 й має видиму зоряну величину в смузі V приблизно  9,3.

## Пекулярний хімічний склад
Зоряна атмосфера HD69638 має підвищений вміст 
Eu
.